# Ju Unhi
Ju Unhi (hangul: 유은희, RR: Yu Eun-hui; Incshon (Incheon), 1990. február 24. –) négyszeres Ázsia-bajnok, magyar bajnok, BL-bronzérmes dél-koreai  kézilabdázó, jobbátlövő, jelenleg a magyar Győri Audi ETO KC játékosa.

## Pályafutása

### Klubcsapatokban
Ju Unhi szülővárosában, az Incshoni Sporttanács kézilabdacsapatában kezdte pályafutását, és klub pályafutásának nagy részét ott, illetve Puszan város csapatában töltötte. 2019-ben dél-koreai bajnokságot nyert az utóbbi együttes színeiben, majd az év nyarán Európába igazolt, ekkor a francia élvonalban szereplő Paris 92 játékosa lett.2020 novemberéig volt a francia csapat játékosa, ekkor részben a nemzetközi koronavírus-járvány miatt visszatért hazájába és újból a Puszan kézilabdázója lett. 2021 januárjában a Győri Audi ETO hivatalos honlapján jelentette be, hogy a koreai átlövő a 2021-2022-es szezontól kezdődően a Rába-parti csapatban folytatja pályafutását.

### A válogatottban
A dél-koreai válogatott tagjaként részt vett a 2012-es londoni és a 2016-os riói olimpián. Előbbi tornán negyedik lett a válogatottal, összesen 43 gólt szerzett a játékokon. A 2014-es Ázsia-játékokon aranyérmet nyert a nemzeti csapattal, amellyel első helyezett volt a 2017-es és a 2018-as Ázsia-bajnokságon.

## Sikerei
- Dél-koreai bajnokság: 
  -  Arany: 2019
- Magyar bajnokság: 
  -  Arany: 2022, 2023, 2025
- Magyar kupa: 
  -  Ezüst: 2022, 2023, 2024, 2025
- Bajnokok Ligája:
  -  Arany: 2024, 2025
  -  Ezüst: 2022
  -  Bronz: 2023
- Ázsia bajnokság:
  -  Arany: 2012, 2017, 2018, 2022
  -  Ezüst: 2010
- Ázsiai játékok:
  -  Arany: 2014
  -  Bronz: 2010
- Ázsiai junior bajnokság:
  -  Arany: 2007
- Ázsiai ifjúsági bajnokság:
  -  Arany: 2005, 2007